# Куутсі
Куутсі (ест. Kuutsi, виро Kuudsi) — село в Естонії, входить до складу волості Миністе, повіту Вирумаа.